# Ростислав Зайчук
Ростислав Зайчук (англ. Russ Zajtchuk, народився 1940 року в Україні) — науковець і військовий медик (хірург). Генерал медичної служби США.
Професор Чиказького університету.

## З біографії
Ростислав (Расс) Зайчук народився 1940 року в селі Мокре, Україна. З 1951 року проживає у США. Закінчив Чиказький університет, де навчався на медичному факультеті (1963), а згодом захистив докторську дисертацію (1970).
Спеціалізувався у кардіоторакальній хірургії. Брав участь у В'єтнамській війні. Один із ініціаторів впровадження телемедицини у збройних силах США.  
Був консультантом з медичних питань Білого дому за президентства Джона Кеннеді, а також заступником начальника медичної служби сухопутних військ США, відповідаючи за реалізацію державних наукових програм з удосконалення військової медицини. Член Української асоціації «Комп'ютерна медицина».  

## Нагороди
За період служби (1972–1999 рр.) Ростислав Зайчук нагороджений медалями «За відмінну службу», «За заслуги» (з дубовими листками), «Бронзова зірка», медаллю учасника В'єтнамської війни, а також низкою іноземних військових відзнак.